# System archiwizacji obrazu i komunikacji

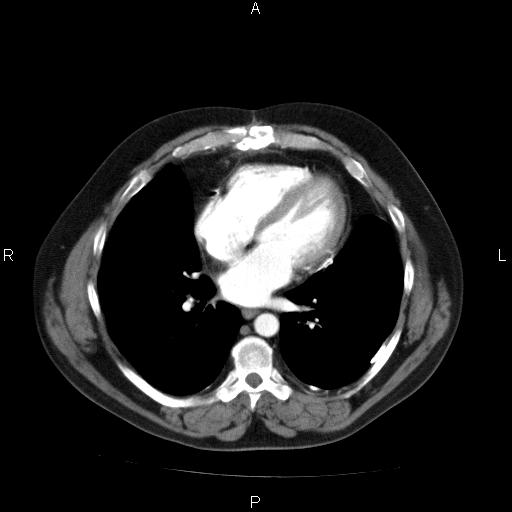
Przykład obrazu składowanego w systemie PACS

System archiwizacji obrazu i komunikacji (ang. picture archiving and communication system, w skrócie PACS) – technologia przetwarzania obrazów medycznych, która zapewnia ekonomiczny sposób składowania oraz wygodny dostęp do obrazów z różnych źródeł. Elektroniczne obrazy medyczne i raporty są przesyłane cyfrowo poprzez PACS – eliminuje to potrzebę ręcznego archiwizowania. Uniwersalnym formatem dla składowania i przesyłania obrazów PACS jest DICOM (Digital Imaging and Communication in Medicine). Inne dane niż obrazy np. zeskanowane dokumenty mogą być przechowane używając standardowych formatów jak PDF.
PACS umożliwia dostarczanie szybko i wydajnie dostępu do obrazów oraz powiązanych danych przełamując fizyczne i czasowe bariery związane z tradycyjną dystrybucją, wydobywaniem i wyświetlaniem obrazów składowanych na kliszach fotograficznych.

## Historia
Idea systemu PACS została po raz pierwszy przedyskutowana na spotkaniu radiologów w 1982 roku. Wielu ludzi miało swój wkład w zdefiniowaniu samego pojęcia. Radiolog układu sercowo-naczyniowego dr Andre Duerinck zgłosił w 1983 roku, że pierwszy użył tego terminu w 1981 roku. Dr Samuel Dwyer uznaje jednak, że po raz pierwszy ten termin zaprezentowała dr Judith M. Prewitt.
Dr Harold Glass, lekarz pracujący w Londynie we wczesnych latach 90., zagwarantował finansowanie projektu z rządu UK i zarządzał nim przez wiele lat, co doprowadziło do przekształcenia szpitala Hammersmith w Londynie jako pierwszego szpitala w Wielkiej Brytanii, który całkowicie zrezygnował ze składowania danych na kliszach fotograficznych.
Pierwsza instalacja systemu PACS na dużą skalę miała miejsce w 1982 roku na uniwersytecie w Kansas. Była to jednak instalacja będąca bardziej lekcją pokazującą, czego nie należy robić, a nie co trzeba zrobić podczas takiego wdrożenia.

## Zastosowania
- zastępowanie "twardych" kopii – PACS zastępuje sposoby zarządzania obrazami medycznymi oparte na tzw. twardych kopiach kliszy fotograficznych. Wraz z wciąż malejącymi cenami nośników cyfrowych, PACS zapewnia zarówno oszczędność jak i wciąż rosnącą liczbę wolnego miejsca na nowe dane, a ponadto zapewnia natychmiastowy dostęp do danych. Kopie cyfrowe danych nazywane są także kopiami "miękkimi".
- dostęp zdalny – umożliwia dostęp z dowolnego miejsca do dowolnych danych, co przekłada się także na możliwość telediagnozy lub szkoleń na odległość. Umożliwia także lekarzom znajdującym się fizycznie w różnych miejscach na dostęp do tych samym danych w celu przeprowadzenia teleradiologii.
- elektroniczna platforma integracji obrazów – PACS zapewnia elektroniczną platformę udostępniania obrazów radiologicznych w celu wykorzystania ich w innych systemach, na przykład Szpitalnym Systemie Informacyjnym (HIS) lub Radiologicznym Systemie Informacyjnym (RIS)
- zarządzanie przepływem informacji w radiologii – PACS jest stosowany przez radiologów do zarządzania informacją nt pacjentów
- archiwizacja obrazów – zapewnienie pełnego bezpieczeństwa magazynowania i rozpowszechniania cyfrowych danych obrazowych
- bezpieczeństwo składowania danych – utrzymanie kopii każdego obrazu na innym komputerze, serwerze (stworzenie tzw. backupu)
- komunikacja z urządzeniami diagnostycznymi – automatyczne przesyłanie obrazów z urządzeń diagnostycznych do serwera PACS
- technika bezstratnej kompresji danych (lossless) – jest to technologia pozwalająca na wielokrotne zwiększenie pojemności posiadanego archiwum dzięki kompresji przechowywanych danych bez wpływu na czas dostępu do obrazów
- autorouting – przesyłanie danych obrazowych na podstawie wcześniej zdefiniowanych warunków do stacji diagnostycznych, na serwery lokalne; ustanawianie reguł czasowych (wysyłanie badań wykonanych w określonych tygodniach, dniach, godzinach), rodzaju badania (TK, MR, CR, PET, inne), właściwości badania (lekarz zlecający, typ badania, danych pacjenta)
- prefetching – umożliwia z wyprzedzeniem kaskadowe przeszukiwanie dostępnych archiwów w poszukiwaniu wcześniejszych danych obrazowych w przypadku zaplanowania kolejnej wizyty pacjenta; obrazy są kopiowane do archiwum lokalnego ośrodka, w którym badanie ma zostać wykonane, w celu ich szybszego wyświetlenia przez lekarza opisującego w stacji diagnostycznej; operacja ta jest inicjowana przez zintegrowany system RIS (np. zaplanowanie wizyty w terminarzu) lub PACS (po wykonaniu badania)[5]

PACS jest oferowany przez wszystkich głównych wytwórców sprzętu do obrazowania medycznego, firmy medyczne IT oraz wiele niezależnych firm tworzących oprogramowanie. Podstawowe, darmowe oprogramowanie PACS może być znalezione w internecie.

## Składowe systemu PACS
Technicznie w skład PACS wchodzą następujące elementy:
- urządzenie produkujące cyfrowe zdjęcia medyczne (CT, MRI, Ultrasonograf),
- system wprowadzania danych o pacjentach i bazy danych zawierających dane demograficzne,
- oprogramowanie do przetwarzania zdjęć cyfrowych,
- system archiwizacji zdjęć cyfrowych,
- baza danych umożliwiająca obsługę zdjęć cyfrowych,
- system komunikacyjny pozwalający na przesyłanie zdjęć cyfrowych do wskazanego, odległego użytkownika (linia telefoniczna-modem, sieć komputerowa)
- serwer o odpowiedniej mocy obliczeniowej nadzorujący pracę systemu informatycznego i zestaw stacji roboczych do analizy zdjęć medycznych,
- system zapewniający poufność danych (szyfrowanie, prawa dostępu).

System taki może być zrealizowany jako integralna część systemu radiologicznego albo jako oddzielna aplikacja integrująca Szpitalny System Informacyjny i Radiologiczny System Informacyjny.

## Integracja PACS z systemami RIS oraz HIS

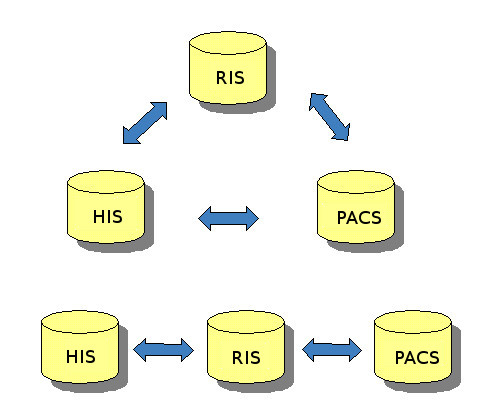
Modele komunikacji PACS, RIS, HIS (na górze: każdy z każdym, na dole: szeregowy

Systemy PACS wchodzą często w skład HIS (Szpitalny System Informacyjny) lub RIS (Radiologiczny System Informacyjny) i wspomagają archiwizowanie i dystrybucję obrazów radiologicznych.
Radiologiczny System Informacyjny traktowany jest wówczas jako system przechowujący dane tekstowe o pacjencie oraz odwołania do bazy danych obrazów cyfrowych z rozmaitych badań (CT, MRI, Ultrasonografia, itd.), a także jako system planowania badań i terapii na oddziale radiologicznym z kontrolą przepływu pacjentów. System PACS natomiast jest nastawiony na zarządzanie dostępem do obrazów cyfrowych. Obrazy cyfrowe składowane w komputerowej bazie danych są dostępne dla wszystkich specjalistów zajmujących się danym pacjentem w tym samym czasie, co umożliwia jednoczesne diagnozowanie i konsultacje "na żywo" nawet w odległych miejscach. Niewątpliwą korzyścią jest wyeliminowanie całego procesu chemicznego związanego z procesem wywoływania i utrwalania kliszy (filmu) fotograficznej.
Generalnie możemy wyróżnić dwa modele integracji systemu PACS z RIS oraz HIS: system komunikacji „każdy z każdym” oraz model szeregowy z RIS w centrum. W większości realizacji, system PACS jest systemem nadrzędnym w stosunku do dwóch pozostałych i to jemu przypada rola integracji całości – kontrola i synchronizacja przepływu informacji, obsługa różnych formatów wymiany danych (DICOM, HL7).
Model "każdy z każdym" ma pewne wady:
- skomplikowany schemat zależności między poszczególnymi składnikami modelu: HIS, RIS, PACS,
- konieczność ścisłej kontroli i synchronizacji przesyłania danych,
- używanie wielu protokołów komunikacyjnych oraz formatów danych,
- duże trudności w integracji systemów pochodzących od różnych dostawców.

W modelu szeregowym cały system podzielony jest na dwa niezależne, niekolidujące interfejsy: RIS ↔ PACS oraz HIS ↔ RIS, co znacznie redukuje stopień komplikacji w zarządzaniu przepływem informacji. Rzutuje to w istotny sposób na łatwość rozbudowy i unowocześnienia systemów.

## Infrastruktura
Celem infrastruktury PACS jest dostarczenie niezbędnego framework'u do zintegrowania rozdzielonych i heterogenicznych systemów obrazowania, dostarczenie inteligentnego zarządzania bazą danych informacji związanych z radiologią, zorganizowanie wydajnych sposobów oglądania, analizowania i dokumentowania wyników badań oraz udostępniania ich do innych wybranych lekarzy.
Fizycznie infrastruktura PACS składa się z 5 klas systemów komputerowych połączonych różnymi układami sieci: radiologiczne systemy obrazowe, komputery zbierające wyniki badań, kontrolery klastrów, serwery bazodanowe oraz przeglądowe stacje robocze.
Jednym z najtrudniejszych zadań jest niezawodne zbieranie aktualnych obrazów medycznych i powiązanych z nimi informacji m.in. o pacjentach, opisów zdjęć itp. z radiologicznego systemu informacji. W tym celu stworzone są specjalne komputery tzw. bramy izolujące komputery udostępniające obrazy radiologiczne od reszty systemu. Powodem jest częsty brak w komputerach specjalizujących się przetwarzaniem obrazów ustandaryzowanego oprogramowania do komunikacji i koordynacji z resztą systemu PACS. Wspomniane komputery – bramy zbierają od tamtych komputerów obrazy, konwertują je na format zgodny z PACS i przekazują dalej do kontrolerów klastrów.
Klaster jest grupą komputerów ze statystycznie podobnym rodzajem przechowywanych danych m.in. klastry dt pediatrii czy neuroradiologii mogą istnieć jako oddzielne logiczne jednostki w infrastrukturze PACS. Wewnątrz każdego klastra znajduje się inteligentna maszyna tzw. kontroler klastra, którego zadaniem jest zbieranie obrazów i przekazywanie ich dalej do stacji roboczych, zarządzanie archiwizacją oraz niezawodnością systemu.
Kluczowa w kwestii wydajnego dostępu do danych i integracji operacji radiologicznych jest odpowiednia architektura i struktura bazy danych. Powinna ona uwzględniać 3 poziomy modelowania. Pierwszy jest zewnętrznym modelem danych, który łączy w sobie widoki ważne z punktu widzenia lokalnego użytkownika dla każdego etapu procesu radiologii, w skład którego wchodzą następujące informacje: opis transakcji lub raportu, powiązane obiekty, priorytet transakcji, częstotliwość żądań, poufność i wymagane zasoby. Drugi poziom to model koncepcyjny, który zbiera powyższe wymagania i na ich podstawie tworzy zintegrowaną strukturę danych wspieraną przez wszystkie aplikacje PACS. W tym modelu danych następuje rozpoznanie, jakie jednostki danych są potrzebne, jakie istnieją zależności pomiędzy nimi i jakie mają właściwości. Ostatni trzeci poziom uwzględnia fizyczną implementację, która musi logicznie implementować model koncepcyjny i jednocześnie zapewniać dobrą wydajność i niezawodność. W tym modelu duże jednostki danych (obrazy) i te małe (teksty) są zarządzane w różny sposób ze względu na inny sposób przechowania i przetwarzania. Do mniejszych, tekstowych jednostek danych są zazwyczaj wykorzystywane komercyjne relacyjne bazy danych.
Przeglądowe stacje robocze powinny w pełni wykorzystywać zasoby i możliwości przetwarzania całej sieci PACS. Oprogramowanie na takim komputerze musi zawierać oprogramowanie do komunikacji, klienta bazy danych, zarządzania zasobami, wyświetlania i przetwarzania obrazów. Można wyróżnić 3 typy takich stacji roboczych: stacje wysokiej rozdzielczości służące do głównej diagnozy, stacje średniej rozdzielczości dla innych lekarzy i wykorzystania podczas konferencji oraz wysokiej rozdzielczości stacje drukujące.
Zaleca się, aby podczas tworzenia systemu PACS korzystać z tak wielu standardowych rozwiązań sprzętowych i programowych, jak to tylko możliwe. Zmniejsza to nakład pracy i zwiększa przenośność systemu, a także upraszcza późniejsze zarządzanie systemem. Dotyczy to m.in. systemów operacyjnych (Unix, Windows lub Mac), protokołów transmisyjnych (TCP/IP), systemu bazodanowego (SQL) i transmisji obrazów w sieci (DICOM). Ponadto w dobrze zaprojektowanym systemie PACS zaleca się, aby wszystkie moduły były w stanie ze sobą pracować i komunikować się pozwalając na przesyłanie między sobą obrazów.
Bardzo ważną kwestią jest zwrócenie uwagi na niezawodność systemu, trudną do utrzymania ze względu na mnogość komponentów, aczkolwiek kluczową ze względu na przechowywanie ważnych danych dotyczących pacjentów, dlatego taki system nie może być wyłączany na dłuższe okresy czasu. Trzeba koniecznie w takim systemie przyjąć rozwiązania tolerancyjne na błędy, zastosować oprogramowanie wykrywające i logujące błędy, oprogramowanie audytowe oraz oprogramowanie do odzyskiwania danych. Ważne jest też regularne tworzenie kopii zapasowych.
Ważne jest także zapewnienie bezpieczeństwa danych. Podstawą jest dostarczenie kontroli kont użytkowników i zarządzanie dla nich uprawnieniami.

## Testy akceptacyjne
Proces instalacji PACS jest skomplikowany, wymaga czasu, zasobów, planowania i testowania. Instalacja nie jest kompletna dopóki nie zostaną przeprowadzone testy akceptacyjne. Takie testy na nowej instalacji są kluczowe, aby zapewnić poprawną funkcjonalność oraz przede wszystkim bezpieczeństwo placówki klinicznej. Przykładem może być urządzenie do radiacji Therac-25, które z powodu wadliwego oprogramowania przeprowadziło sporo badań na pacjentach podając im zbyt wysokie promieniowanie.
Testy akceptacyjne determinują, czy dany system PACS jest gotowy do klinicznego użycia. Wymagają szczegółowego planowania oraz kryteriów testowania, a także zdefiniowania protokołów testowania i benchmarków. Testy odkrywają słabości systemu i niedorobienia. Często dotyczą one tych najdroższych komponentów systemu.

## Składowanie i kopia zapasowa obrazów
Cyfrowe obrazy medyczne są z reguły składowane lokalnie w systemie PACS w celu późniejszego wydobycia. Ważne jest, aby placówki medyczne posiadały możliwość przywrócenia obrazów w razie awarii systemu lub np. klęski żywiołowej. Mimo że każda placówka jest inna, to każda ma na celu, aby proces tworzenia kopii zautomatyzować i uczynić jak najłatwiejszym do administrowania.
Idealnie by było, aby kopie obrazów były od razu po stworzeniu transmitowane do zewnętrznego magazynu (jeśli byłoby to realizowane przez Internet, to obrazy musiałyby być zaszyfrowane przed wysłaniem). W zależności od prędkości łączy oraz rozmiaru danych, może być to niepraktyczne rozwiązanie jeśli system kopii zapasowej nie potrafi regulować użycia pasma oraz częstotliwości backupów. Inne opcje to m.in. użycie wymiennych nośników danych (twarde dyski, płyty DVD i inne media), które pomieszczą wiele obrazów pacjentów, a następnie fizycznie byłyby przenoszone do zewnętrznych magazynów. Zawartość tych nośników również musi być zaszyfrowana, aby chronić dostęp do niej przed osobami nieupoważnionymi.
Dyski twarde mogą być skonfigurowane oraz podłączone do serwera PACS na różne sposoby, zarówno jako DAS (Direct Attached Storage), NAS (Network Attached Storage) czy też SAN (Storage Area Network).
Same dyski są zazwyczaj skonfigurowane tak, aby działały jako RAID (Reduntant Array of Inexpensive or Independent Discs), czyli mogą być skonfigurowane tak, aby zapewnić szybszy dostęp do danych lub ochronę w przypadku awarii jednego (lub nawet dwu) dysku w ich fizycznej konfiguracji. Uszkodzone dyski mogą być fizycznie zamienione na inne bez konieczności przerywania dostępu do usługi (tzw hot swapping).
W razie zdarzenia, którego skutkiem będzie konieczność odbudowy systemu PACS częściowo lub całkowicie z kopii zapasowych, konieczne są środki pozwalające na błyskawiczny transfer wszystkich potrzebnych kopii zapasowych z powrotem do PACS, kiedy to sam PACS na bieżąco będzie kontynuował odbieranie i dostarczanie aktualnych obrazów użytkownikom.
Infrastruktura kopii zapasowej może również wspierać migrację obrazów do nowego systemu PACS. W związku z ogromnym rozmiarem wszystkich obrazów, które muszą być składowane, wiele placówek medycznych decyduje się na migrację do systemów PACS w chmurze.

## Komunikacja w PACS
Komunikacja w serwerze PACS jest realizowana poprzez komunikaty DICOM, które mają budowę analogiczną do nagłówków obrazów DICOM, ale z innymi atrybutami. Zapytanie C-FIND jest przetwarzane w następujący sposób:
- klient nawiązuje połączenie sieciowe do serwera PACS
- klient przygotowuje wiadomość z żądaniem C-FIND, która jest listą atrybutów DICOM
- klient wypełnia powyższą wiadomość kluczami, które powinny zostać dopasowane np. numer identyfikacyjny pacjenta
- klient tworzy puste atrybuty (o długości 0) dla wszystkich atrybutów, które chce wydobyć z serwera dla danego zapytania np. jeśli klient chce otrzymać identyfikator, który mógłby dalej wykorzystać do wydobycia obrazów, powinien umieścić w zapytaniu C-FIND pusty atrybut SOPInstanceUID (0008,0018)
- wiadomość z żądaniem C-FIND jest wysyłana do serwera
- serwer odsyła do klienta listę odpowiedzi C-FIND, każda jest również listą atrybutów DICOM
- klient wydobywa z obiektów odpowiedzi atrybuty, którymi jest zainteresowany

Obrazy (oraz inne złożone obiekty jak np. prezentacje czy raporty) są potem wydobywane z serwera PACS poprzez żądania C-MOVE lub C-GET, używając protokołu sieciowego DICOM. Żądanie C-MOVE określa, gdzie pobrane obiekty powinny zostać wysłane (używają oddzielnych wiadomości C-STORE na jednym lub wielu rozłącznych połączeniach) z identyfikatorem nazywanym tytułem jednostki aplikacji (AE Title). Aby C-MOVE zadziałał, serwer musi być tak skonfigurowany, aby poprawnie mapować identyfikator AE Title na adres i port TCP/IP oraz w konsekwencji serwer musi znać z góry wszystkie identyfikatory AE Title, do których będzie potencjalnie wysyłać obrazy. Z drugiej strony jest C-GET, który wykonuje operacje C-STORE na tym samym połączeniu co wcześniejsze żądanie, a więc nie potrzebuje, aby serwer znał adres i port klienta, a stąd lepiej współpracuje z zaporami sieciowymi oraz tłumaczeniem adresów sieciowych – są to środowiska, w których przychodzące połączenia C-STORE wymagane przez C-MOVE mogą nie dotrzeć do celu. Różnica między C-MOVE a C-GET jest analogiczna do różnicy pomiędzy aktywnym a pasywnym FTP. C-MOVE jest głównie używany wewnątrz przedsiębiorstw oraz placówek medycznych, a C-GET lepiej sprawdza się w komunikacji pomiędzy firmami.
Poza tradycyjnymi usługami sieciowymi DICOM, szczególnie do zastosowań biznesowych, DICOM udostępnia również inne mechanizmy wydobycia danych, w tym WADO, WADO-WS oraz ostatnio także WADO-RS.

## Cechy dobrego systemu PACS

### Sprawna obsługa
Dobry system PACS powinien mieć przyjazny, polskojęzyczny interfejs programu, a także polskojęzyczną pomoc kontekstową oraz kompletny system pomocy online. Ze względów bezpieczeństwa kluczowa jest także obsługa polskich znaków diakrytycznych przez system PACS, która pozwala uniknąć pomyłek w identyfikacji pacjentów i przypisania wyniku badania do obrazu niewłaściwej osoby. Warto o tym pamiętać, gdyż standard DICOM, służący do wymiany danych obrazowych pomiędzy urządzeniami oraz systemami medycznymi (w tym systemem PACS), nie obsługuje polskich znaków.

### Efektywne diagnozowanie
Wprowadzenie właściwego systemu PACS pozwala automatycznie ściągnąć poprzednie badania pacjenta (prefetching), umożliwiając lekarzowi porównanie nowych obrazów z poprzednimi, bez konieczności ich ręcznego wyszukiwania i ściągania z archiwum. Bardzo często wpływa to na poprawę diagnozy, a czasem pozwala wykryć nowe patologie.

### Integracja i standardy komunikacji
Funkcjonalny system PACS to system współpracujący z oprogramowaniem RIS/HIS i z takim oprogramowaniem się integrujący. Ważne jest, aby PACS (jak również RIS czy HIS) był systemem obsługującym otwarte standardy komunikacji w środowisku medycznym – HL7 oraz wspierającym przynajmniej podstawowe profile IHE, co gwarantuje, że w przyszłości nie będzie problemów z integracją z kolejnymi systemami/urządzeniami medycznymi wprowadzanymi przez placówkę służby zdrowia.

### Skalowalność
Modułowa budowa systemu umożliwia podział na odrębne serwery i jednocześnie rozbudowę oprogramowania i przestrzeni niezbędnej do gromadzenia danych. Wizualizacja natomiast pozwala na logiczne oddzielenie systemu od serwera, na której on pracuje – zwiększa to m.in. odporność całego systemu na awarie.

### Licencje
Najbardziej efektywnym modelem są licencje „pływające”, które określają jedynie liczbę jednocześnie korzystających z systemu użytkowników, a nie są związane z konkretnymi osobami ani komputerami. Dzięki takiej formie licencjonowania placówka kupuje tylko tyle licencji, ile potrzebnych jest jednocześnie. Rozwiązanie to pozwala efektywnie korzystać z systemu przy znacznych oszczędnościach. Taki sposób licencjonowania wymaga architektury systemu serwer – klient.

### Aplikacje kliniczne
Nowoczesny system PACS powinien oferować szereg „pływających” modułów przeznaczonych dla poszczególnych specjalistów (chirurgów, ortopedów, kardiologów, gastrologów, pediatrów, medyków nuklearnych), dostępnych z każdego komputera – klienta serwera PACS. Mogą należeć do nich m.in. obrazowanie 3D, rejestracja i fuzja obrazów, wirtualna kolonoskopia oraz pomiary ortopedyczne.

### Certyfikacja
Wymogiem podstawowym dla systemów PACS jest posiadanie deklaracji zgodności w klasie IIa, czyli potwierdzenie, że są systemami, które przeszły próby kliniczne.

### Obsługa protokołu DICOM
Jest to najpopularniejszy format, w którym generowanie są obrazy medyczne. Pozwala to na współpracę systemów i urządzeń pochodzących od różnych producentów. Norma EN ISO 12052 odnosi się do wymiany obrazów cyfrowych i informacji związanych z realizacją i zarządzaniem tymi obrazami, pomiędzy urządzeniami obrazowania medycznego i systemami związanymi z zarządzaniem i przekazywaniem tych informacji. Norma ta ma na celu ułatwienie interoperacyjności sprzętu medycznego obrazowania i systemów informacyjnych, określając: zestaw protokołów stosowanych przez systemy stwierdzające zgodność z niniejszą normą; składnię i znaczenie poleceń oraz związane z nimi informacyjne modele danych, które zapewniają skuteczną komunikację pomiędzy implementacjami niniejszej normy.

## Korzyści ze stosowania PACS
PACS znacznie zwiększa wydajność i efektywność szpitalnego systemu informacyjnego, zwłaszcza w dziedzinie radiologii i w zakresie przetwarzania i dystrybucji obrazów. Prawie wszystkie operacje typu: generowanie i dostarczanie obrazów, wydobywanie ostatnich i archiwalnych obrazów zajmuje w systemie PACS mniej czasu, co najwyżej zajmuje tyle samo czasu co w przypadku użycia kliszy fotograficznych. W jednym z raportów z jeszcze 1997 roku zostało wskazane, że przeprowadzone zostały już badania naukowe, z których większość wskazywała także na znaczne obniżenie kosztów wynikające z zastosowania systemu PACS, które już wtedy wynosiły 65-88% kosztów wynikających z użycia standardowych filmów fotograficznych. Użycie systemu PACS wskazuje także na zwiększenie wydajności obsługi pacjentów i pracy szpitala przy niezmiennym stanie jakości świadczonych usług. Ze wspomnianego raportu wynika, że jedynie trafność diagnozy w nielicznych przypadkach była lepsza dla kliszy fotograficznych, aczkolwiek do czasów obecnych wiele się zmieniło, nie tylko jeśli chodzi o jakość i rozdzielczość cyfrowych obrazów, ale także coraz częściej rozwijane są algorytmy rozpoznawania obrazów i technologie OCT znacznie zwiększające skuteczność diagnozy.

## Przyszłość
Przyszłością systemów PACS będzie niewątpliwie budowa inteligentnych aplikacji (tzw. Generic WorkFlow Engines – Systemy zarządzania procesami), usprawniających zarządzanie informacją, analizę obrazów, generowanie i dystrybucję raportów. Zasadniczym elementem takiego inteligentnego systemu będzie zdefiniowanie reguł np. zawartości funkcjonalnej raportu ("co" – który obraz/jaki raport) i zdarzenia wywołującego akcję ("kiedy" – aktywowanego przez "kogo").

## Kwestie prawne
Wdrożenie systemu PACS to warunek konieczny do prowadzenia dokumentacji medycznej wyłącznie w postaci cyfrowej. Obowiązek ten z dniem 1 sierpnia 2014 nakłada na wszystkie podmioty świadczące usługi zdrowotne ustawa z 28 kwietnia 2011 o systemie informacji w ochronie zdrowia. Dodatkowo rozporządzenie Ministra Zdrowia z 6 kwietnia 2020 w sprawie rodzajów i zakresu dokumentacji medycznej oraz sposobu jej przetwarzania określa dokładne wymagania, które musi zapewniać System Informacji Medycznej, w tym:
1. zabezpieczenie dokumentacji przed uszkodzeniem lub utratą
2. zachowanie integralności i wiarygodności dokumentacji
3. stały dostęp do dokumentacji dla osób uprawnionych oraz zabezpieczenie przed dostępem osób nieuprawnionych
4. identyfikację osoby udzielającej świadczeń zdrowotnych i rejestrowanych przez nią zmian, w szczególności dla odpowiednich rodzajów dokumentacji przyporządkowanie cech informacyjnych
5. udostępnienie, w tym przez eksport w postaci elektronicznej dokumentacji albo części dokumentacji będącej formą dokumentacji określonej w rozporządzeniu, w formacie XML i PDF
6. eksport całości danych w formacie XML, w sposób zapewniający możliwość odtworzenia tej dokumentacji w innym systemie teleinformatycznym
7. wydrukowanie dokumentacji w formach określonych w rozporządzeniu.

## PACS jako produkt
Jak zauważa James Chen, poprzez znaczny spadek cen w ostatnim czasie zarówno sprzętu wolumenów danych potrzebnych do utworzenia systemu PACS, jest on coraz częściej wykorzystywany, także w mniejszych placówkach medycznych. Także dzięki różnym dostępnym standardom jak DICOM czy HL7, klienci nie muszą ograniczać swoich wymagań do konkretnych rozwiązań, ale mogą wybrać rozwiązanie spełniające ich potrzeby. Ponadto coraz częściej pojawiają się dostawcy gotowych rozwiązań systemów PACS, co jeszcze bardziej ułatwia klientom końcowym wdrożenie i zredukowanie kosztów.
Radiolog John Bradshaw zwraca jednak też przy tym uwagę, że PACS nie jest takim zwykłym produktem, gdzie dostawcy konkurują między sobą przede wszystkim ceną. Jest wiele aspektów, na które trzeba zwrócić uwagę przy wyborze konkretnego rozwiązania, poczynając od usability, a kończąc na architekturze systemu, jego wydajności oraz skalowalności. Ponadto w systemach PACS ciągle pojawiają się innowacje, chociażby nowe sposoby reprezentacji obrazów, także trójwymiarowe i w związku z tym zwiększający się ich rozmiar.